# 一面山駅
一面山駅（いちめんさんえき）は中華人民共和国遼寧省丹東市鳳城市にある、中国鉄路総公司（CR）瀋丹線の駅。1904年に開業。瀋陽駅から232km、丹東駅から38kmの位置にある。瀋陽鉄道局所属の四等駅に設定されている。

## 駅周辺
- 辺門派出所
- 辺門郵政儲蓄所
- G304国道
- 辺門小学
- 辺門中学

## 隣の駅
中国国鉄
瀋丹線
張家堡駅 - 一面山駅 - 湯河駅